# جيرالد كامبل
جيرالد كامبل (29 أبريل 1884 - 26 مارس 1950) (بالإنجليزية: Gerald Campbell)‏ هو لاعب كريكت بريطاني. لعب مع Europeans cricket team ‏.